# FREE STYLE
FREE STYLE（フリースタイル）は山梨放送 (YBS) ラジオで毎週日曜日10:00～13:54に放送されていた番組。午前9時からの2時間番組として2004年4月に放送開始され、後に3時間となり、さらに午前10時からの4時間番組となった。4時間になったのは2005年10月から。

## 概要
洋楽を柱とし、日曜日のドライブやレジャーに合わせた選曲を中心としていた。その他、レジャー情報や、イベント生中継等、休日に役立つ番組を志向していた。
番組放送中は番組WEBサイトのライブカメラでスタジオの様子を見ることができた。また、当時のYBSの番組としてはWEBサイトに数少ないBBSが設置されている番組で、番組の連絡事項や番組で紹介したお店やアーティストの情報をスタッフが掲載することがあり、一般の書き込みも可能だった。
特別番組やヴァンフォーレ甲府の試合中継が入る場合、一部コーナーを省略して時間短縮で放送された。特別番組が10:00～12:00に放送される場合は、この番組の後に放送している番組をネットしないでこの番組の放送時間を確保して放送することもあった。

## コーナー一覧
Back To The Weekly
10:30頃放送。一週間のニュースを振り返るコーナー。
Classic Style
10:40頃放送。懐かしい楽曲を振り返るコーナー。
Holiday Pleasure Style
11:30頃放送。休日に役立つ情報をピックアップして紹介するコーナー。
Cinema Style
12:10頃放送。映画好きな山川牧が様々な映画の最新情報を紹介するコーナー（好みでない映画を紹介せざるを得ない回もあり）。
Sound Movie 10
Cinema Style内で放送されるコーナー。映画で使用された曲のイントロを10秒流し、その曲がどの映画で使用されたのか3択で答えるコーナー。正解発表は翌週。
Happy Style
12:30頃放送。美しくなりたい女性のためのコーナー。毎回テーマに沿ってその道に詳しい人が電話出演。
Various Café
13:10頃放送。山川牧曰く吉岡アナがいるときに放送するとのこと。吉岡秀樹のMy Revolution復活後は放送されないことが多くなった。
遊びにおいでよ牧ちゃんの部屋
13:10頃放送。YBSラジオで番組を担当しているパーソナリティを招いてその番組のことなどをトークするコーナー。山川牧曰く吉岡アナがいないときに放送するとのこと。しかし、吉岡アナが担当した回でも吉岡アナを招いてこのコーナーを放送したことがある。Various Caféと同様に吉岡秀樹のMy Revolution復活後は放送されないことが多くなった。
吉岡秀樹のMy Revolution
13:10分頃放送。山川牧が出題する洋楽アーティストに関する問題を吉岡アナが解答するコーナー。出題は概ね5問で、吉岡アナの正解数に応じたプレゼントがあった。2006年2月で一旦終了後、5月に復活するも半年余りで終了し「吉岡秀樹の僕なんていかが？」に移行。
吉岡秀樹の僕なんていかが？
13:10分頃放送。2007年1月14日開始。「洋楽」と「料理」をコラボレーションしたコーナー。毎週のテーマにあわせて吉岡アナが料理を作り、山川牧に食べてもらう。またテーマにあった洋楽を吉岡アナが選んで紹介する。テーマは前の放送回のこのコーナー終了前に山川牧が決める。吉岡アナが番組で紹介した料理の作り方は番組の公式BBSに掲載された。
YBS International Countdown
13:30頃放送。全国のAM・FMのリクエストなどを集計したFREE STYLE独自の洋楽ヒットチャートをカウントダウン形式で紹介するコーナー。タイトルコールの声はYBSの酒井康宜アナ。
YBS道路交通情報
10:51頃、11:54頃、12:50頃放送。通常の道路交通情報だが、このコーナーに入る前に"YBS Traffic Information"というジングルが流される。2006年3月までこのジングルが流されるのはこの番組のみであった。
YBSラジオニュースと天気予報
10:54頃、12:02頃、12:52頃放送。以下のように、YBSラジオで放送される他の定時ニュースとは多少異なる形態で放送された。
- 詳しいニュースではなくヘッドラインをまず読み上げ、その後ヘッドラインからひとつ選んで詳しく伝える。
- ニュース・天気予報の後に「話題」を紹介する。
- 報道本部ではなくFREE STYLEが放送されているアルックススタジオにニュース担当アナが登場しニュースを読む。
- BGMを流す。

## 番組宣伝CM
YBSラジオのタレント番組では唯一、番宣CMで次回放送の予告が流された。また、YBSテレビでも山川牧が一部出演している番宣CMが流された。
2006年10月15日の番宣CMに出演した吉岡アナは山川牧の発言に対し、自身が出演していた山日ワーク（求人情報）のCMで最後に叫ぶ「ずるいよ」と同じ台詞を発した。山日ワークのCMと似たようなシチュエーションでの番宣であった。

## 出演者
- DJ　山川牧

以下はYBSアナウンサー。主にニュース担当。
- 吉岡秀樹（"ヒデ"という愛称で出演。番組公式BBSでは"よしおか　ひでき"。「吉岡秀樹の僕なんていかが？」にレギュラー出演）
- 横内洋樹（"ヒロ"という愛称で出演。）
- 櫻井和明（ごく希に出演、山川牧曰く"レインボーチョッキ"）

## 典拠・脚注
1. 1 2 3 4  山梨放送（携帯サイト） YBSクラブ 2009年3月27日、YBSラジオ情報 - ディレクターから一言『5年分の感謝』、新海景基ディレクター。2010年5月2日閲覧。
2. 1 2 3  山梨放送（携帯サイト） YBSクラブ 2007年8月31日、YBSラジオ情報 - ディレクターから一言『山川牧の違い…』、新海景基ディレクター。2010年5月2日閲覧。
3. 1 2  山梨放送（携帯サイト） YBSクラブ 2007年7月20日、YBSラジオ情報 - FreeStyle内｢Holiday Pleasure Style｣。2007年7月22日放送（最新の｢海の家｣事情）の予告。2010年5月2日閲覧。
4. ↑  山梨放送（携帯サイト） YBSクラブ 2007年8月17日、YBSラジオ情報 - サマーフェスタ in 北口。2007年8月19日のイベントおよび放送の予告。2010年5月2日閲覧。
5. 1 2  山梨放送（携帯サイト） YBSクラブ 2008年10月3日、YBSラジオ情報 - バスルスポーツ中継 - FreeStyle内｢Holiday Pleasure Style｣。2008年10月5日放送の予告。2010年5月2日閲覧。
6. ↑  山梨放送（携帯サイト） YBSクラブ 2009年3月6日、YBSラジオ情報 - ワイン＆音楽。2009年3月7 - 8日のイベントおよび8日放送の予告。2010年5月2日閲覧。
7. ↑  VASP BLOG（所属事務所のブログ） 2007年5月28日、ダービーの日に牧が食べたもの、山川牧。2010年5月2日閲覧。